# Wały Kępskie
Wały Kępskie – wieś w Polsce położona w województwie lubelskim, w powiecie lubelskim, w gminie Borzechów.
W latach 1975–1998 miejscowość należała administracyjnie do województwa lubelskiego.